# Леукипа
Леукипа (грч. Λευκίππη) је у грчкој митологијији било име више личности.

## Митологија
- Била је једна од Океанида[1] коју је поменуо Хомер у химнама. Пошто је значење њеног имена „бели коњ“, била је Нефела или Аура облака који су се брзо кретали или Најада запенушане воде извора или потока. У старој Грчкој су ветар и вода често повезивани са коњима.[2]

- Према Хигину, била је Тестијева супруга и са њим имала синове Ификла, Протоја и Комета.[3]

- Једна од могућих супруга тројанског краља Лаомедонта са којим је имала неколико деце: Титона, Лампа, Клитија, Хикетаона, Пријама, Хесиону, Килу и Астиоху. Њу је помињао Аполодор.[3]

- Лаомедонтова мајка се можда такође звала Леукипа, а њен муж је у том случају био Ил.[4] Њу је помињао Хигин.[3]

- Према Хигину, Тесторова кћерка која је постала Аполонова свештеница и ишла од земље до земље тражећи сестру Теоноју, коју су отели пирати.[3]

- Леукипа је Минијада која је одбила да обожава Диониса.[5] У наступу лудила, којим је, заједно са својим сестрама, кажњена, растргла је свог сина Хипаса, мислећи да је у питању лане. Након тога, Хермес ју је преобразио у птицу или у слепог миша.[6] О њој су писали Антонин Либерал и Плутарх.[3]

- Жена са Атлантиде, која је са Еуенором имала кћерку Клиту у коју се заљубио Посејдон.[6]